# Meridiana Kamen Team/Saison 2016
Dieser Artikel listet Erfolge und Fahrer des Radsportteams Meridiana Kamen in der Saison 2016 auf.

## Abgänge – Zugänge
| Zugänge                      | Team 2015             | Abgänge            | Team 2016 |
| ---------------------------- | --------------------- | ------------------ | --------- |
| Antonio Santoro              | MG.Kvis-Vega          | Simone Campagnaro  | Unbekannt |
| Josip Cerkez                 |                       | Peter Kozlovic     | Unbekannt |
| Alen Herega                  |                       | Marko Ivančić      | Unbekannt |
| David Jabuka                 |                       | Endi Širol         | Unbekannt |
| Paolo Rigo                   |                       | Juraj Ugrinić      | Unbekannt |
| Michele Viola                |                       | Bruno Maltar       | Radenska  |
| Elia Favilli (ab 15. März)   | Southeast             | Filip Cengic       | Unbekannt |
| Matteo Rabottini (ab 7. Mai) | Ende der Dopingsperre | Enea Cambianica    | Unbekannt |
|                              |                       | Cristiano Monguzzi | Unbekannt |
|                              |                       | Giorgilli Gianluca | Unbekannt |

## Mannschaft
| Teamkader 2016                            | Teamkader 2016     | Teamkader 2016          | Teamkader 2016                     |
| Name                                      | Geburtsdatum       | Land                    | Vorheriges Team                    |
| ----------------------------------------- | ------------------ | ----------------------- | ---------------------------------- |
| Josip Čerkez                              | 26. Oktober 1993   | Bosnien und Herzegowina |                                    |
| Mateo Franković                           | 5. August 1994     | Kroatien                |                                    |
| Alen Herega                               | 4. Juni 1992       | Kroatien                |                                    |
| David Jabuka                              | 18. Februar 1997   | Kroatien                |                                    |
| Emanuel Kišerlovski                       | 3. August 1984     | Kroatien                | Loborika Favorit (2012)            |
| Davide Mucelli                            | 19. November 1986  | Italien                 | Ceramica Flaminia-Fondriest (2013) |
| Uroš Repše                                | 5. August 1993     | Slowenien               |                                    |
| Paolo Rigo                                | 1. Februar 1994    | Kroatien                |                                    |
| Antonio Santoro                           | 13. September 1989 | Italien                 | MG.Kvis-Vega (2015)                |
| Michele Viola                             | 24. März 1992      | Italien                 |                                    |
| Jasmin Bećirović (28. Mai–31. Dez.)       | 1. Oktober 1992    | Kroatien                |                                    |
| Elia Favilli (15. Mär.–31. Dez.)          | 31. Januar 1989    | Italien                 | Southeast (2015)                   |
| Matteo Rabottini (1. Mai–31. Dez.)        | 14. August 1987    | Italien                 | Neri Sottoli (2014)                |
|                                           |                    |                         |                                    |
| Quellen: ProCyclingStats Cycling Archives |                    |                         |                                    |

Anmerkung: Josip Čerkez